# Прага 5
Прага 5 (чеш. Městská čast Praha 5) — один из административных районов г. Прага, Чехия. Расположен на левом берегу р. Влтава, прямо напротив исторического центра города. Площадь 27,5 км² (второй по величине муниципалитет левобережья столицы), население 85 182 (2006). Плотность населения относительно невелика. Образован в 1960 г., когда в его состав также вошёл округ Сливенец, а также многие другие разнородные коммуны, самая известная из которых — Баррандов, знаменитая своей киностудией, а также трамвайными линиями (12, 14, 20, 4 и ночные).

## Список кварталов
- Радлице
- Коширже
- Хухле
- Злихов
- Зличин
- Йинонице
- Глубочепы
- Мотол
- Сливенец
- Смихов с центром Андел (Anděl)
- Бутовице,
- Клюковице
- небольшая часть (4%) региона Мала Страна (Malá Strana).

## Описание
Жилой фонд коммуны разнообразен, в целом он относится к престижному классу. В Праге-5 находится район Смихов, имеющий статус центрального. Он располагает прекрасными квартирами. Здесь есть станция метро, а также другие виды общественого транспорта. Здесь расположено кладбище Малвазинки.